# Чаттануга Чу-чу
«Чаттануга Чу-чу» (англ. Chattanooga Choo Choo), или «Поезд на Чаттанугу» — песня 1941 года из репертуара американского джаз-оркестра Гленна Миллера, известная по кинофильму «Серенада Солнечной долины».

## История

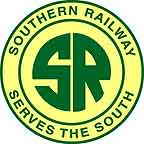
Логотип Южной железной дороги
.

Песня написана поэтом-песенником Маком Гордоном и композитором Гарри Уорреном, когда они ехали на поезде «Бирмингем Спэшел» (англ. Birmingham Special) по Южной железной дороге (англ. Southern Railway)[≡]. Начиная с конца XIX века поезда, следующие с юга на север США, проходили через городок Чаттануга в штате Теннесси[≡]. Первый поезд, проследовавший по муниципальной железной дороге из Цинциннати до Чаттануги, получил прозвище «Чаттануга Чу-чу»[≡].
Гарри Уоррен впоследствии говорил:
Я отдаю должное Гленну Миллеру как источнику моего вдохновения. В написании песен для фильмов я всегда подстраивался под исполнителя и зачастую это являлось ограничивающим фактором. Но я знал, что Гленн сможет сыграть всё, что я положу на бумагу, и что его аранжировка будет такая, что станет ещё лучше[≡].

## Запись
7 мая 1941 года оркестр записал композицию в голливудской звукозаписывающей студии «Ар-си-эй—Виктор». Вокальные партии исполнил музыкант оркестра Текс Бенеке и группа Modernaires. Текс Бенеке вспоминает, как он появился в оркестре:
Я был всего-навсего зелёный музыкантик, сидящий где-то там в группе саксофонов, просто исполнитель, просто. Всё что мне было нужно это деньги… Мне ещё хотелось услышать себя со стороны, я ведь никогда не слышал себя на записи… когда начинал играть, понимаешь. Но мне было это не так важно. Всё, что я хотел, это был мой чек, чтобы я сразу пошёл с ним в банк[≡].

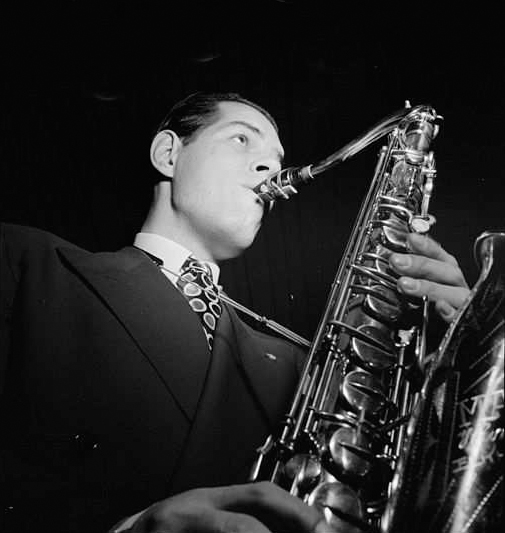
Текс Бенеке, 1947 год.
Фото: Уильяма Готтлиба

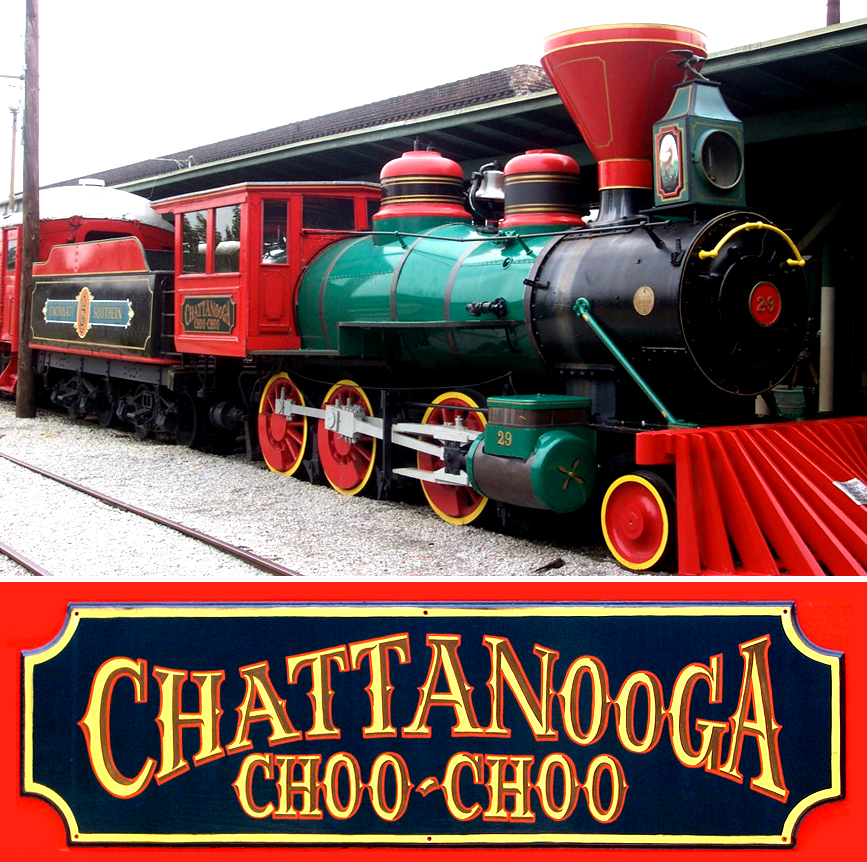

Со временем, Текс стал одним из ведущих саксофонистов оркестра, но его мнение относительно пения не изменилось:
В этом есть ирония… но мне не нравилось большинство песен, что я пел, включая «Чаттанугу Чу-чу». Всё, что я хотел, это играть на моём саксофоне. Конечно, мне приходилось это делать, чтобы быть в оркестре. Мне приходилось делать, что хочет Гленн. Это была часть уговора. В конце концов, он поставил меня исполнять вокальные партии с группой Modernaires[≡].
Услышав название песни в первый раз, Текс решил, что «Чаттануга Чу-чу» — это кличка собаки[≡].
В начале песни аранжировка инструментов имитирует звуки железной дороги: разгоняющийся паровоз и сигнальные гудки. Текст песни повествует о путешественнике, едущем в Чаттанугу, чтобы увидеть ту, которую он называет не иначе как «Смешное Личико» (англ. Funny Face).

## Песня в кинофильме

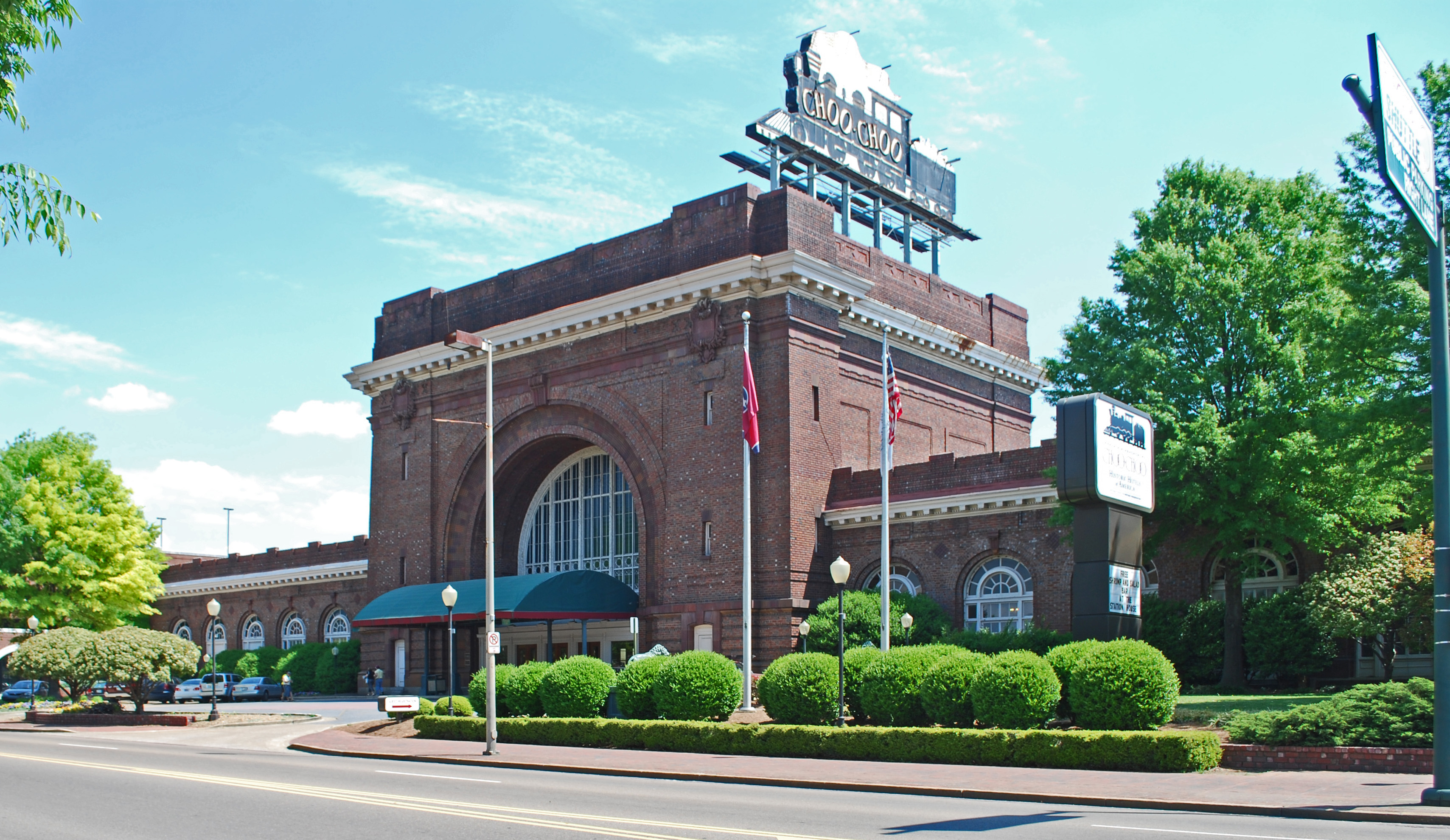
Здание вокзала на станции «Чаттануга».

Песня предназначалась для готовящегося к выходу кинофильма «Серенада Солнечной долины». 21 августа состоялась его премьера, и 29 августа фильм был выпущен для показа на экранах страны. Кроме Текса Бенеке и вокальной группы, песню в фильме исполняют Братья Николас и Дороти Дэндридж[≡].
3 сентября фильм был готов к показу в самой Чаттануге с рекламой «Не пропустите Соню Хене и Гленна Миллера с его оркестром». Но из-за начавшейся детской эпидемии все кинотеатры закрылись на месяц. 12 октября начался четырёхдневный показ фильма в местном кинотеатре «Тиволи». На афишах значилось, что в фильме звучит музыкальный хит «Чаттануга Чу-чу». В Чаттануге Гленн Миллер со своим оркестром были приглашены на 15-минутную радиопередачу[≡].

## Популярность
7 декабря 1941 года, пластинка на 78 об/мин выпущенная компанией «Блюбёрд» с записью «Чаттануга Чу-чу» поднялась на первую строчку хит-парадов США и находилась там 9 недель. На обратной стороне грампластинки звучит баллада «Я знаю почему» (англ. I Know Why).
10 января музыкальный журнал «Биллборд» отметил:

Миллионный экземпляр пластинки «Чаттануга Чу-чу» Гленна Миллера вышел на этой неделе из-под пресса компании «Виктор-Блюбёрд». <…> «Виктор» утверждает, что эта запись — самая прибыльная грампластинка со времен супер-хита Джина Остина «Мой грустный рай» в 1926 году. Пластинка Миллера в продаже 28 недель, и, как ни странно, достигла своей вершины только на прошлой неделе, когда продажи стали самыми высокими за всё время с момента выпуска. <…> История с монетными фонографами была удивительна, после нестабильного раннего периода она кульминирует, становясь повсюду лучшим номером в музыкальных автоматах. <…> Издатель нот песни «Роббинс мьюзик» сообщает, что пройдена отметка в 185 000 проданных экземпляров. 30 января миллионный диск будет подписан Гленном Миллером и выставлен на аукцион во время праздничного бала по случаю дня рождения президента в нью-йоркском отеле «Уалдорф-Астория».
10 февраля 1942 года продажи превысили 1 200 000 экземпляров и пластинка стала первым официальным «золотым диском» в истории грамзаписи[≡]. В тот день, во время радио-трансляции выступления оркестра, президент «Ар-си-эй» Уолли Эрли вручил Гленну Миллеру покрытую золотым лаком грампластинку с записью песни «Чаттануга Чу-чу»[≡]. В своей ответной речи, Гленн сказал своим фанам: «Благодарю вас миллион двести тысяч раз»[≡]. После чего оркестр исполнил песню в прямом эфире.
Впоследствии, Текс Бенеке рассказывал, что всякий раз, когда они исполняли песню на концерте, «у заведения сносило крышу»[≡].
В 1996 году, версия 1941 года в исполнении Гленна Миллера и его оркестра была избрана в Зал славы премии «Грэмми».

## Осленговойлексике в тексте
Можно предположить, что успеху песни способствовали не только замечательная музыка и мастерство исполнителей, но также живой и остроумный текст. Вот как описано возвращение героя в Чаттанугу:
There’s gonna be

A certain party at the station -

Satin and lace

I used to call funny face.

She’s gonna cry

Until I tell her that I’ll never roam -

So Chattanooga choo choo,

Won’t you choo choo me home …
То есть по приезде герой видит на станции некую особу (party), разодетую в атлас и кружева (satin and lace), которую он называет «милое личико» (funny face). Далее она плачет, а он уверяет её, что больше не будет бродяжничать. Но дело в том, что слово «satin» имеет сленговое значение «джин», а слово «lace», соответственно, — «коньяк или ликёр, подбавляемый в кофе». Это, видимо, сленг времён «сухого закона», он нашёл отражение в большом словаре профессора В. К. Мюллера (см., например, 11-е издание 1964 года). И тогда возникает сленговая аллюзия: в станционном буфете или баре герой присоединяется к некой компании (party) и перед встречей с плачущей особой выпивает для храбрости порцию джина и кофе с ликёром (satin and lace), что придаёт ему самому непринуждённый вид (funny face).
Заметим, что фильм «Серенада Солнечной долины» вышел в 1941 году и после отмены «сухого закона» прошло всего лишь восемь лет. Американцы, наконец, получили возможность выпить в баре, не совершая преступления, и это обстоятельство вполне могло стать темой для весёлых намёков. Особенно в джазовой среде — как вспоминают оркестранты тех лет, кувшинчик с виски бывал необходимым предметом на репетициях. И в конце 30-х оркестр Гленна Миллера записал в новой аранжировке старинную застольную песенку «Little Brown Jug — Коричневый кувшинчик».
Сёстры Эндрюс, спевшие «Чаттанугу» в том же 1941 году, чтобы избежать всяческих аллюзий, вставляли перед «satin and lace» предлог «in». В фильме «История Гленна Миллера» (1954) «Чаттанугу» исполняет Фрэнсис Лангфорд, но здесь текст песни изменён: возвращается женщина и её встречает мужчина, который не плачет, а только вздыхает. И никаких сленговых аллюзий — видимо, антиалкогольная цензура вновь вступила в действие. К 1984 году про «сухой закон», надо полагать, прочно забыли. Всё тот же, но ставший очень солидным, Текс Бенеке спел «Чаттанугу» вместе с Мэрион Хаттон и вокальной группой на концерте в память Гленна Миллера. При исполнении первого куплета он сделал выразительный жест, показав, что после покупки железнодорожного билета у героя песни ещё осталось немножко на выпивку.

## Культурное влияние
После показа на советских экранах кинокартины «Серенада Солнечной долины», песня «Поезд на Чаттанугу» (или просто «Чу-ча», как её окрестили в народе) стала культовой среди послевоенных «стиляг» и «штатников».
Влияние песни на субкультуру стиляг отображено в пьесе Виктора Славкина «Дочь стиляги», по которой в 1979 году режиссёром Анатолием Васильевым был поставлен спектакль «Взрослая дочь молодого человека», а в 1992 году из телеспектакля был смонтирован фильм «Дорога на Чаттанугу».
Слова из песни дали название фильму «Путь 29» 1988 года (песня также звучит в фильме).
Песня отражена в рассказе Андрея Геласимова «Зиганшин-буги».
Песня упоминается в эстрадной миниатюре (отрывок из пьесы Виктора Славкина «Взрослая дочь молодого человека») в исполнении Александра Филиппенко, известную по фразе «И Козёл на саксе…».
На мотив «Чаттануга Чу-чу» певец Удо Линденберг адресовал лично Эриху Хонеккеру песню под ироничным названием «Поезд особого назначения в Панков» (нем. Sonderzug nach Pankow), подразумевая резиденцию властей ГДР во дворце Шёнхаузен.

## Варианты разных исполнителей
- В 1941 году кавер-версию песни записал Кэб Кэллоуэй со своим джаз-оркестром. Запись вышла на лейбле «Конкур»[англ.];
- В 1954 году версию песни записал Билл Хейли со своей группой «Кометы» и вокальным коллективом «Рей Чарльз Сингерз» (англ. Ray Charles Singers). Запись вышла на лейбле «Эссекс»[англ.].
- Несколько вариантов песни «Чаттануга Чу-чу» с оригинальными русскими и русско-английскими текстами исполнялись российской арт-группой «Сопрано Турецкого».
- В 2001 году Александр Ливер записал оригинальную версию «Серенада пассажира поезда». Запись вышла на лейбле «Звезда».

## Факты
- Первый паровоз прибыл в Чаттанугу 5 марта 1880 года, последний — 17 июня 1953 года.
- После того как в 1970 году на станции «Чаттануга» прекратилось движение поездов, там были установлены музейные вагоны и паровозы. В 1973 году был открыт гостиничный комплекс «Холидей-Инн Чу-чу» (англ. Holiday Inn Choo Choo), ставший своеобразным памятником популярной песне. В настоящее время (2021 г.) обсуждается восстановление пассажирского сообщения.